# Jad Fair
Jad Fair is de zanger en gitarist van de indierock- en noiseband Half Japanese en beeldend kunstenaar.

## Muzikale activiteiten
Zowel Jad als zijn broer David verwierpen vastgestelde normen voor het stemmen en besnaren van gitaren, in de overtuiging dat ze alleen op die manier in staat waren om werkelijk oorspronkelijke muziek te componeren via hun eigen speltechniek. Jad speelt inmiddels al dertig jaar gitaar, maar kan tot op de dag van vandaag geen akkoord benoemen.
Hij heeft met een grote hoeveelheid andere artiesten samengewerkt, onder andere Yo La Tengo, Daniel Johnston, Jason Willett, Naofumi Ishimaru, J. Mascis, Kramer, Teenage Fanclub, DQE, The Pastels, R. Stevie Moore, Terry Adams, Tom Ardolino, John Zorn, Fred Frith, Monster Party, &TheBeatles, Phono Comb, The Shapira-O'Rama, Moe Tucker, The Dim Stars, Daisy Cooper, David Fair, Lumberob, Richard Hell, Strobe Talbot, Phonocomb, DQE, God Is My Co-Pilot, Thurston Moore, Eye, Eugene Chadbourne, Mara Flynn, Kevin Blechdom, The Work Dogs, Bill Wells, Tom Recchion, Isobel Campbell, Norman Blake, Steve Fisk en The Tinklers.
Tevens zat hij met Sonic Youths Steve Shelley in Mosquito.

## Grafiek en snijkunst
Naast zijn actieve werkzaamheden in de muziek (het aantal cd-uitgave ligt rond de honderd) is Jad tevens een graficus met als specialisatie papierknipkunst. Evenals zijn muziek is ook zijn grafiek en snijkunst beïnvloed door het primitivisme en outsider art.
Veel van de hoezen van zijn Half Japanese-uitgaven en andere projecten zijn door David en Jad zelf ontworpen en bevatten afbeeldingen van hun grafische werk.

## Discografie
- The Zombies of Mora-Tau EP7 (UK Armageddon) 1980 (Press) 1982
- Everyone Knew ... But Me (Press) 1982
- Between Meals - Oh No I Just Knocked Over a Cup of Coffee (Iridescence) 1983
- Monarchs (Iridescence) 1984
- Best Wishes (Iridescence) 1987
- Jad Fair & Kramer - Roll Out the Barrel (Shimmy-Disc) 1988
- Great Expectations (Ger. Bad Alchemy) 1989
- Attack of Everything no CD - Jad Fair (Paperback - 1990)
- Coo Coo Rocking Time - Coo Coo Party Time (50 Skidillion Watts) 1990
- Greater Expectations (Psycho Acoustic Sounds/T.E.C. Tones) 1991
- Jad Fair EP - Jad Fair (LP Record - 1991)
- Jad Fair and the Pastels - This Could Be the Night EP (UK Paperhouse) 1991
- No. 2: Jad Fair and the Pastels (UK Paperhouse) 1992
- I Like It When You Smile (UK Paperhouse) 1992
- Jad Fair/Jason Willett/Gilles Rieder (UK Megaphone) 1992
- Workdogs in Hell - Workdogs in Hell (1993)
- Jad & Nao - Half Robot (UK Paperhouse) 1993
- Mosquito - Oh No Not Another Mosquito My House Is Full of Them! (Psycho Acoustic Sounds) 1993
- Mosquito - Time Was (ERL/Smells Like) 1993 (Aus. Au-go-go) 1993
- Mosquito - UFO Catcher (Japan. Time Bomb) 1993
- Mosquito - Cupid's Fist (Hol. Red Note) 1994
- Greater Expectations - Jad Fair (1995)
- I Like It When You Smile - Jad Fair (1995)
- Daniel Johnston and Jad Fair (1995) (50 Skidillion Watts) 1989
- SPOOKY TALES: SPIRIT SUMMONING STORIES / SPOOKY SOUNDS OF NOW [boek & cd] - Jad Fair (1997)
- Jason Willett & Jad Fair - It's All Good, Megaphone Limited
- Jad & Nao - Half Alien (Japan. Sakura Wrechords) 1997
- Jad Fair & Kramer - The Sound of Music: An Unfinished Symphony in 12 Parts (Shimmy-Disc/Knitting Factory) 1998
- 26 Monster Songs for Children - Jad Fair & David (1998)
- Roll Out The Barrel (1999) met Kramer
- I Like Your Face - Jad Fair & Shapir-O'Rama (1999)
- Monsters, Lullabies, and the Occasional Flying Saucer (1996) met Phono-Comb, (Can. Shake)
- Jad & David Fair - Best Friends (UK Vesuvius) 1996
- Jad Fair & The Shapir-O'Rama - We Are the Rage (Japan. Avant) 1996
- Jackpot, Songs and Art - Jad Fair (Paperback, 1997)
- Strange But True (1998) met Yo La Tengo, een album gebaseerd op ongewone verhalen afkomstig uit een column van een krant.
- The Sound of Music (1999) met Kramer
- The Lucky Sperms - Somewhat Humorous (Jad Fair, Daniel Johnston), 2001
- It's Spooky (1989) met Daniel Johnston 2001
- Strobe Talbot - 20 Pop Songs, alternative tentacles, (Jad Fair, Mick Hobbs, Benb Gallaher) 2001
- Words Of Wisdom And Hope (2002) Teenage Fanclub
- We Are the Rage - Jad Fair & the Shapir-O Rama (2002)
- The Attack of Everything (Paperback + cd) - Jad Fair & Jason Willett (2002)
- Six Dozen Cookies - Jad & David Fair (2006)
- FairMoore - Steve Moore & Jad Fair (2006)
- Superfine - Jad Fair & Jason Willett (2007)

### Met Jason Willett
- Jason Willett/Jad Fair/Gilles Rieder (Megaphone) cd (1992)
- Jason Willett & Jad Fair - It's All Good (Megaphone Limited) (1995) cd
- Jad Fair & Jason Willett - Honeybee (Dr Jim's) (1996) cd
- Jad Fair & Jason Willett - Punk Rock 1996 (Chlorophyl) (1996) 7"
- Jad Fair & Jason Willett - The Corpse is Missing (Slab-O-Concrete) (1996) 7"
- Jad Fair & Jason Willett - Wonderful World (Shrimper) (1996) triple cassette
- Jad Fair & Jason Willett - Twister (Dark Beloved Cloud) (1997)lp
- Jad Fair & Jason Willett - The Mighty Super-Heroes (Marginal Talent) cd (1997)
- Jason Willett & Jad Fair - We're Going to the Moon (Megaphone Limited) cd (1998)
- Jad Fair & Jason Willett - Wild (Megaphone Limited) (1998) cd
- Jad Fair & Jason Willett - Enjoyable songs (Alternative tentacles) lp & cd (1999)
- Jad Fair & Jason Willett - The Mighty Hypnotic Eye (Dr Jim's) (1999) cd
- Jad Fair & Jason Willett - The Attack of Everything (Paperback + cd) (2002)
- Jad Fair & Jason Willett - Superfine (public eyesore) (2006) cd

### Downloads
- Elenor - Jad Fair (Music Download)
- Something To Sing About - Jad Fair (Music Download)
- A Reason - Jad Fair (Music Download)
- Here Comes Roxanne - Jad Fair (Music Download)
- Smile - Teenage Fanclub & Jad Fair (Music Download)
- Stale Spaghetti - Jad Fair (Music Download)
- Sunshiney sunshine (free album)

### 7"
- Making of the album
- Arts & Crafts Series Vol. 1

### in documentaire
- The Devil and Daniel Johnston (dvd - 19 sept 2006)

in publicatie:
Our Band Could Be Your Life: Scenes from the American Indie Underground 1981-1991 - Michael Azerrad (Paperback - 2002)